# Барвинок, Мария Васильевна
Мария Васильевна Барвинок (род. 16 октября 2005) — российская профессиональная футболистка, в настоящее время выступающая за клуб Winline Суперлиги «Рубин». Полузащитница.

## Биография
Родилась в 2005 году. Является воспитанницей футбольных академий ФК «Чертаново» и ФК «Краснодар».
с 2022 года в основном составе первой команды «Краснодара». В конце того же сезона номинировалась на премию «Первая пятёрка» как лучший молодой игрок года, но уступила представительнице московского ЦСКА Татьяне Петровой, набравшей 136 баллов по результатам голосования. Барвинок также была номинантом награды и в следующем сезоне.
В январе 2025 года Барвинок подписала контракт с казанским «Рубином».
Вызывалась в состав юниорской и молодёжной сборной России. В июне 2022 года была вызвана на сбор национальной команды и приняла участие в контрольном матче против ЦСКА.